# Fossifrontia leuconeurella
Fossifrontia leuconeurella är en fjärilsart som beskrevs av George Francis Hampson 1901. Fossifrontia leuconeurella ingår i släktet Fossifrontia och familjen mott. Inga underarter finns listade i Catalogue of Life.